# Muskwa Ranges
Muskwa Ranges – najdalej na północ wysunięte pasma górskie łańcucha Gór Skalistych (należące do grupy pasm Far Northern Rockies) leżące w Kanadzie, w prowincji Kolumbia Brytyjska. Od północy ogranicza je dolina rzeki Liard, za którą znajdują się góry Mackenzie Mountains, a od południa rzeka Peace River, przełęcz Peace Pass i jezioro Lake Williston, za którymi znajdują się pasma Hart Ranges. Po wschodniej stronie pasma znajduje się wyżyna Rocky Mountain Foothills oraz rzeki Muskwa River i Prophet River, a po zachodniej Rów Gór Skalistych i rzeki Akie River, Kwadacha River i Gataga River.
Muskwa Ranges zajmują powierzchnię 97 388 km² i rozciągają się na długości 424 km (z północy na południe).
Do Muskwa Ranges należą m.in. pasma: Northwest Muskwa Ranges, Northeast Muskwa Ranges, Allies Group, Kwadacha Area, Great Snow Area, Ospika Area, South Central Muskwa Ranges, South Muskwa Foothills i Outer Muskwa Range Foothills.

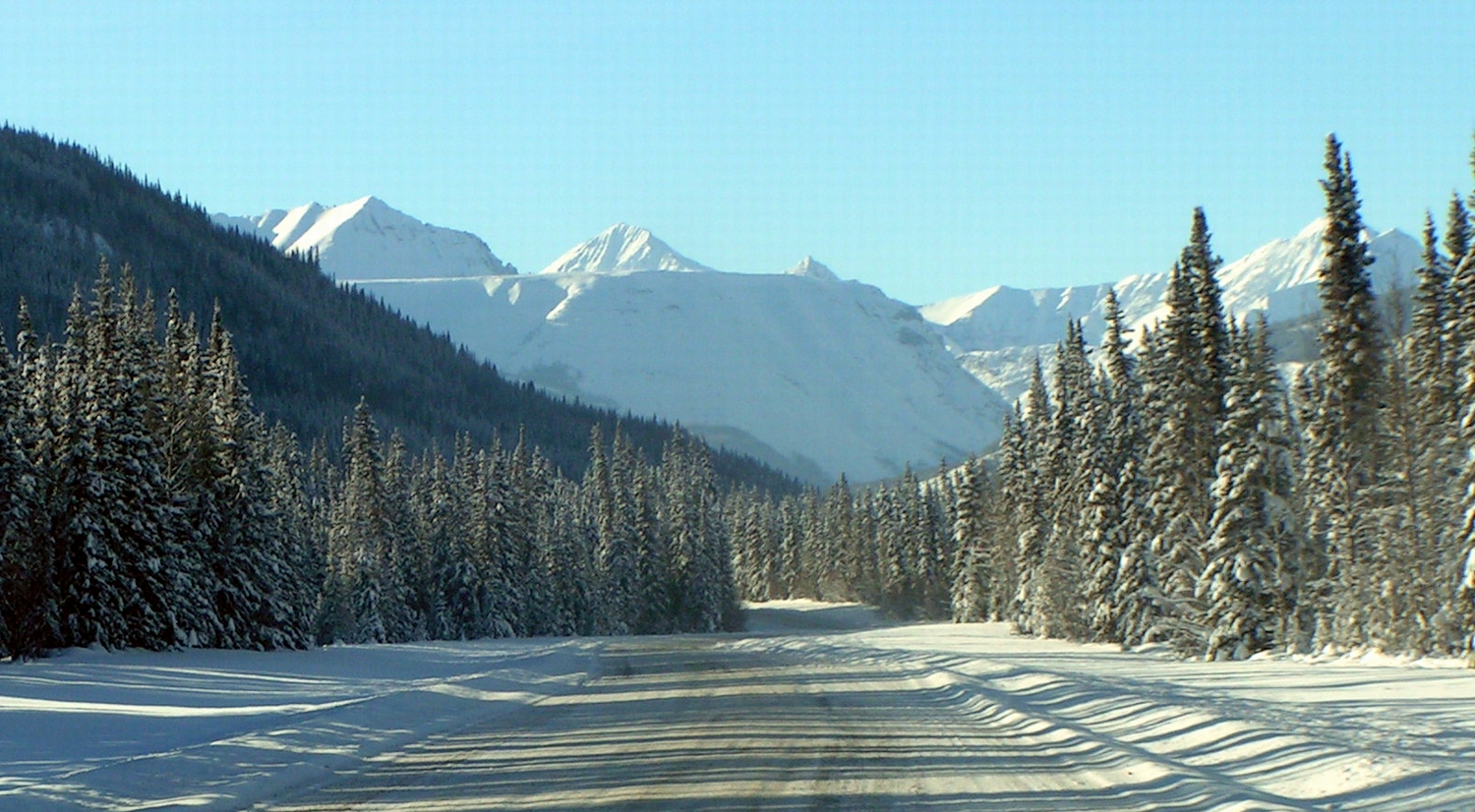
Widok na Muskwa Ranges z drogi Alaska Highway

Znajdują się tu trzy duże lodowcowe grupy górskie. Licząc od północy są to:
- Roosevelt-Churchill-Peck (dawniej Stalin) Group z najwyższym szczytem Mount Roosevelt (2814 m). Nazwę szczytu Mount Stalin (2807 m) zmieniono w latach osiemdziesiątych XX wieku na Mount Peck pod naciskiem Kanadyjczyków ukraińskiego pochodzenia[5],
- Mount Lloyd George Group z najwyższym szczytem Mount Lloyd George (2938 m),
- Great Snow Mountain Area z najwyższym szczytem Ulysses Mountain (3024 m), który jest też najwyższym szczytem Muskwa Ranges[1].

Rejon gór jest prawie niezamieszkany, rzadko odwiedzany. Najbliższe miejscowości to: Fort Nelson, Ware, Toad River i Trutch.

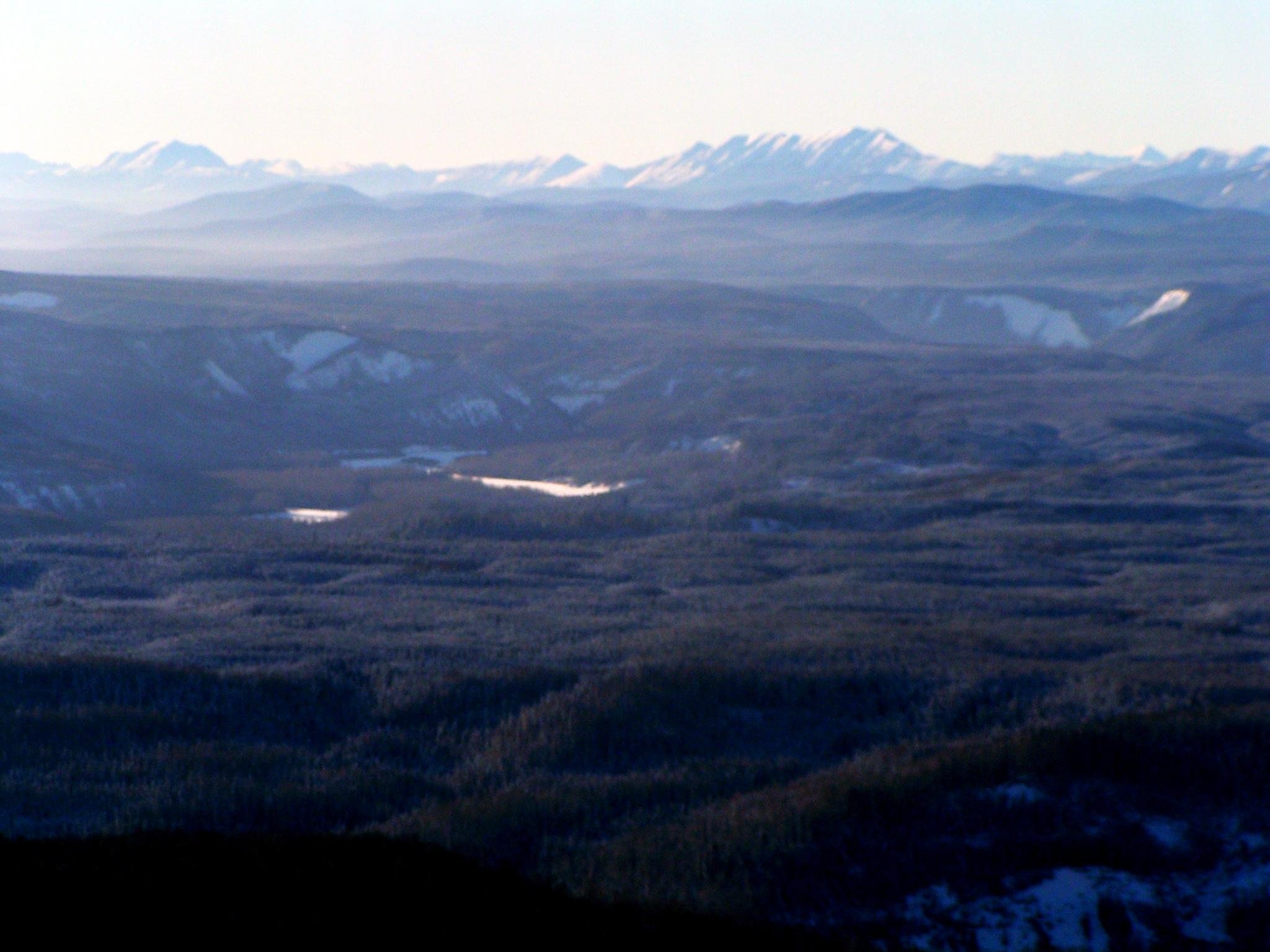
Stone Mountains – jedno z pasm Muskwa Ranges